# Jedenspeigen
Jedenspeigen osztrák mezőváros Alsó-Ausztria Gänserndorfi járásában. 2020 januárjában 1095 lakosa volt. 

## Elhelyezkedése

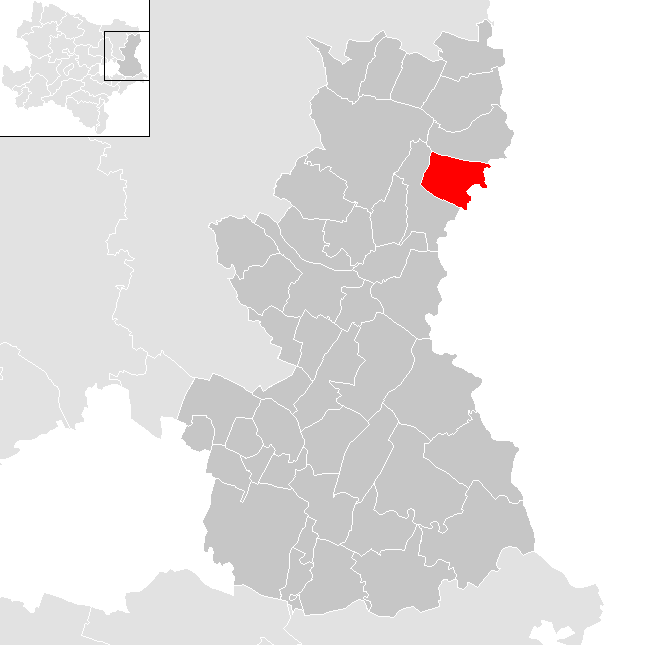
Jedenspeigen a Gänserndorfi járásban

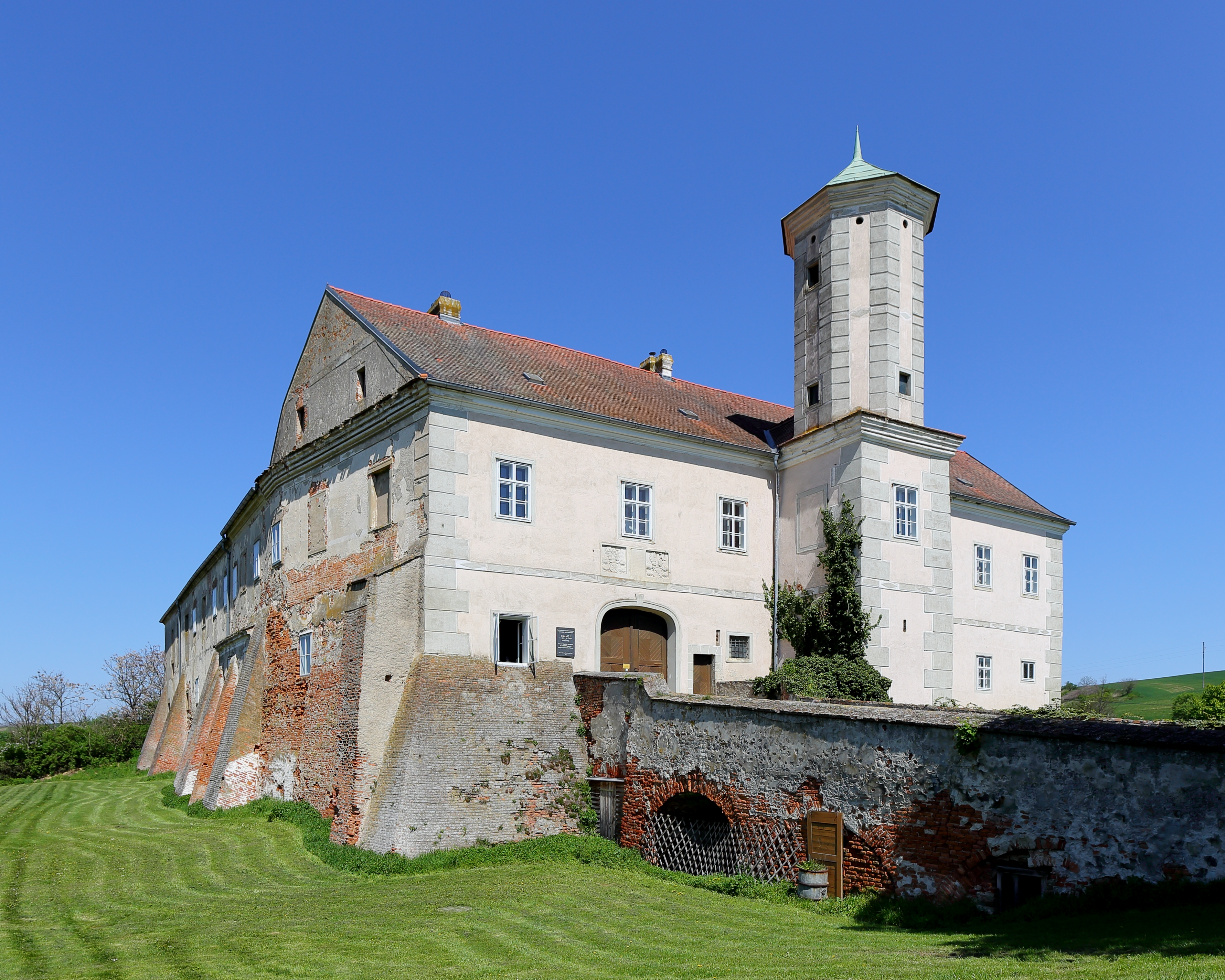
A jedenspeigeni kastély

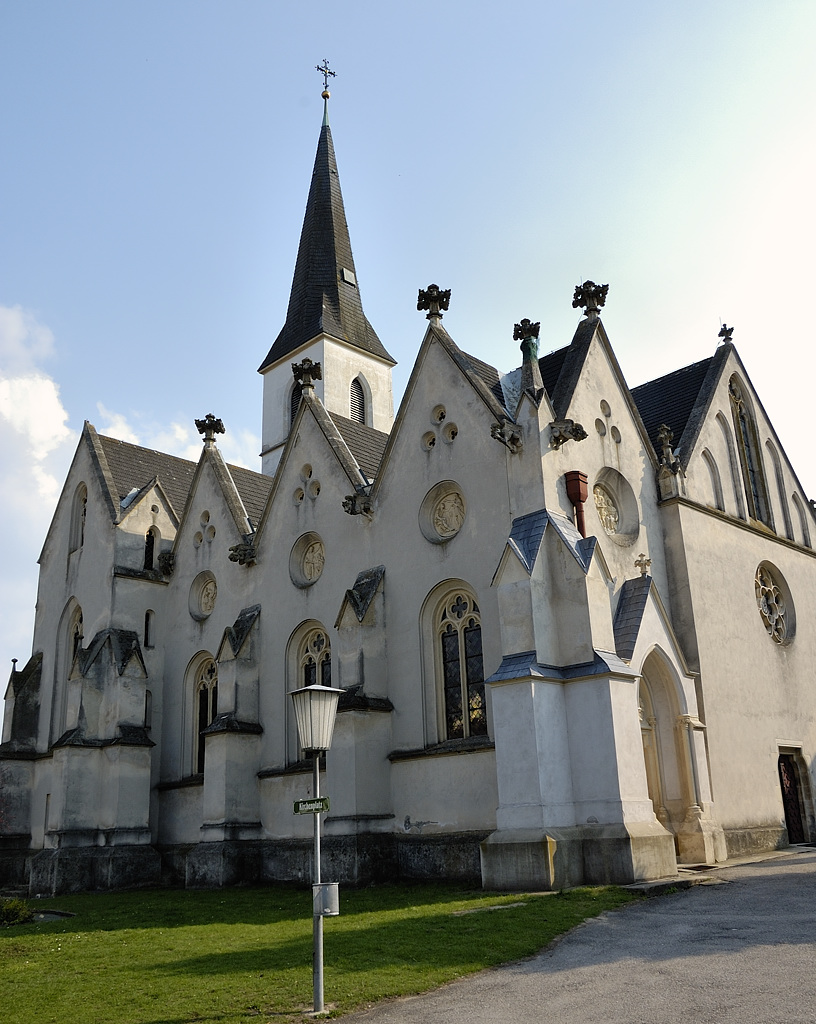
A Szt. Márton-plébániatemplom

Jedenspeigen a tartomány Weinviertel régiójában fekszik a Morva folyó jobb partján, a szlovák határ mentén. Területének 8,2%-a erdő, 79,4% áll mezőgazdasági művelés alatt. Az önkormányzathoz két település tartozik: Jedenspeigen (681 lakos 2020-ban) és Sierndorf an der March (414 lakos).  
A környező önkormányzatok: délnyugatra Dürnkrut, északra Drösing, keletre Malacka (Szlovákia).  

## Története
Jedenspeigent először 1113-ban említik. Neve a Morva itteni kanyarulatából (Jedung) származik. Eredetileg a melki apátság birtoka volt, később a Formbach nemzetségé, majd a Babenbergeké lett.  
1278. augusztus 26-án Jedenspeigen és Dürnkrut között zajlott a dürnkruti vagy második morvamezei csata, ahol Habsburg Rudolf IV. László magyar király segítségével megszerezte II. Ottokár cseh királytól az osztrák és a stájer hercegségeket. 
1440-ben a települést és a várat birtokló Jedenspeigen család megostromolta Zistersdorfot, ezért III. Frigyes császár csapatai elfoglalták és lerombolták a várat, a birtokot pedig a Christoph von Liechtensteinnek adták át. 1442-ben Wencko von Ruckenau zsoldosvezér szállta meg a helységet. Jedenspeigen 1513-ban I. Miksa császártól mezővárosi privilégiumokat kapott. A 16. században a település többször gazdát cserélt, míg 1583-ban a Kollonitschok vásárolták meg és övék is maradt a 19. századig. A horvát eredetű Kollonitsch család a régi vár helyén reneszánsz kastélyt építtetett. Miután a család férfiágon kihalt, a kastélyt és az uradalmat csömöri Zay László örökölte, azzal a feltétellel, hogy felveszi a Kollonitsch nevet. A család utolsó tagja, Max Kollonitsch gróf 1874-ben a bécsi érsekségre hagyta a kastélyt. 
Jedenspeigen 1910-ben kapott vasútállomást. A második világháború végén, 1945 márciusában heves harcok dúltak a térségben és a mezőváros súlyos károkat szenvedett. 
1972-ben az addig önálló Sierndorf an der March csatlakozott Jedenspeigen önkormányzatához.

## Lakosság
A jedenspeigeni önkormányzat területén 2020 januárjában 1095 fő élt. A lakosságszám 1910 óta többé-kevésbé csökkenő tendenciát mutat. 2018-ban az ittlakók 95,1%-a volt osztrák állampolgár; a külföldiek közül 0,8% a régi (2004 előtti), 2,4% az új EU-tagállamokból érkezett. 1,2% a volt Jugoszlávia (Szlovénia és Horvátország nélkül) vagy Törökország, 0,5% egyéb országok polgára volt. 2001-ben a lakosok 86,8%-a római katolikusnak, 1,1% evangélikusnak, 5% mohamedánnak, 6,2% pedig felekezeten kívülinek vallotta magát. Ugyanekkor a legnagyobb nemzetiségi csoportot a német (94,1%) mellett a törökök (2,9%) és a horvátok (1,9%) alkották. 
A népesség változása:
| Lakosok száma | 1067 | 1064 | 1117 |
|               | 2016 | 2018 | 2022 |

## Látnivalók
- a jedenspeigeni kastély
- a Szt. Márton-plébániatemplom
- a sierndorfi Mária születése-plébániatemplom
- a helytörténeti múzeum
- a minden második év augusztusában tartott középkori fesztivál

## Fordítás
- Ez a szócikk részben vagy egészben  a   Jedenspeigen című német Wikipédia-szócikk ezen változatának fordításán alapul.  Az eredeti cikk szerkesztőit annak laptörténete sorolja fel. Ez a jelzés csupán a megfogalmazás eredetét és a szerzői jogokat jelzi, nem szolgál a cikkben szereplő információk forrásmegjelöléseként.